# 115434 Kellyfast
115434 Kellyfast este un asteroid din centura principală de asteroizi.

## Descriere
115434 Kellyfast este un asteroid din centura principală de asteroizi. A fost descoperit pe 5 octombrie 2003 la Goodricke-Pigott de Vishnu Reddy. Asteroidul prezintă o orbită caracterizată de o semiaxă mare de 2,73 ua, o excentricitate de 0,08 și o înclinație de 5,4° în raport cu ecliptica.